# Pizzicato

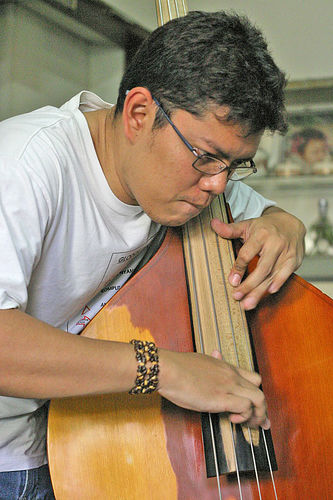
Pizzicato na kontrabasu

Pizzicato je technika hry na smyčcové nástroje, při které se nepoužívá smyčec a hráč rozechvívá struny pomocí prstů nejčastěji pravé ruky. Tím se dosahuje značně odlišného drnkavého zvuku. Přitom hráč v pravé ruce smyčec může držet, což je nezbytné zvláště pokud se při hře střídá hra pizzicato a smyčcem. Poměrně výjimečné jsou delší části skladeb, kdy všichni hráči orchestru hrají pouze pizzicato (např. Simple Symphony od Benjamina Brittena) – v tom případě smyčec odkládají. Pizzicato je hlavní technika hry na kontrabas např. v jazzu.
Ve světě tuto techniku proslavil např. Athol Guy ze skupiny The Seekers.
V hudební notaci se pro pizzicato používá zkratka pizz, návrat ke hře smyčcem se označuje italským slovem arco.

zvuková ukázka